# Scoparia protorthra
Scoparia protorthra là một loài bướm đêm trong họ Crambidae.